# Elijah Wood
Elijah Wood [əlaɪʤaʰ wu:d] (Cedar Rapids, Iowa, 1981. január 28. –) amerikai színész, szinkronszínész, filmproducer.
Legismertebb alakításait A Gyűrűk Ura és A hobbit- filmsorozat Zsákos Frodójaként, továbbá a Deep Impact (1998) című sci-fi-kalandfilmben nyújtotta.

## Fiatalkora és családja
Warren Wood és Debrah Wood fiaként született, két testvére van: Zachariah és Hannah. Szülei szerették volna, ha fiukból modell lesz, de végül a filmezésnél kötött ki.

## Pályafutása
Legelső szerepét Paula Abdul 1989-es Forever Your Girl című klipjében kapta. Néhány perc erejéig játszott a Vissza a jövőbe 2. című filmben is.
Az igazi világhírt A Gyűrűk Ura hozta meg számára; azóta több forgatáson is részt vett. Olyan nagy sztárokkal dolgozott már, mint Kevin Costner, Bruce Willis, Richard Gere, Mel Gibson vagy Sigourney Weaver.

## Magánélete
Los Angelesben, Hollywood közelében él. Kutyabarát, szeret fényképezni, olvasni, vívni, úszni, kosárlabdázni, hokizni, görkorcsolyázni, főzni és énekelni. Kedvenc együttesei a Beatles és a Smashing Pumpkins, szívesen olvassa J. R. R. Tolkien A Hobbit című könyvét. Legkedvesebb filmjeinek a Csillagok háborúja trilógiát, A rettenthetetlent és a Ponyvaregényt tartja. Kedvenc színésze Tim Roth, színésznője Emma Thompson. Becenevei: Monkey The Funny, Elwood, Lij.

## Filmográfia

### Film
Filmproducer
| Év   | Magyar cím                | Eredeti cím                      | Megjegyzések        |
| ---- | ------------------------- | -------------------------------- | ------------------- |
| 2014 | Tetves porontyok          | Cooties                          | filmproducer        |
| 2014 | Csadoros vérszívó         | A Girl Walks Home Alone at Night | vezető filmproducer |
| 2014 | Open Windows              |                                  | vezető filmproducer |
| 2014 | Dylan Thomas Amerikában   | Set Fire to the Stars            | koproducer          |
| 2015 | A fiú                     | The Boy                          | filmproducer        |
| 2016 |                           | The Greasy Strangler             | filmproducer        |
| 2018 | Mandy – A bosszú kultusza | Mandy                            | filmproducer        |
| 2017 | Dög                       | Bitch                            | filmproducer        |
| 2019 |                           | Daniel Isn't Real                | filmproducer        |
| 2019 |                           | Color Out of Space               | filmproducer        |
| 2020 |                           | Archenemy                        | filmproducer        |
| 2021 |                           | No Man of God                    | filmproducer        |
| 2023 |                           | Welcome Space Brothers           | vezető filmproducer |

Filmszínész
| Év   | Magyar cím                               | Eredeti cím                                       | Szerep                 | Magyar hang         |
| ---- | ---------------------------------------- | ------------------------------------------------- | ---------------------- | ------------------- |
| 1989 | Vissza a jövőbe II.                      | Back to the Future Part II                        | videójátékos fiú       | Szentesi Gergő      |
| 1990 | Higgy neki, hisz zsaru                   | Internal Affairs                                  | Sean Stretch           |                     |
| 1990 |                                          | Avalon                                            | Michael Kaye           |                     |
| 1991 | Földi paradicsom                         | Paradise                                          | Willard Young          | Molnár Levente      |
| 1992 | Halhatatlan szerelem                     | Forever Young                                     | Nat Cooper             | Simonyi Balázs      |
| 1992 | Radio Flyer – Repül a testvérem          | Radio Flyer                                       | Mike                   |                     |
| 1993 | Huckleberry Finn kalandjai               | The Adventures of Huck Finn                       | Huckleberry Finn       | Szuper Levente      |
| 1993 | A jófiú                                  | The Good Son                                      | Mark Evans             | Molnár Levente      |
| 1994 | Világgá mentem                           | North                                             | North                  | Molnár Levente      |
| 1994 | Világgá mentem                           | North                                             | North                  | Kilényi Márk Olivér |
| 1994 | Háború                                   | The War                                           | Stuart "Stu" Simmons   | Halasi Dániel       |
| 1994 | Háború                                   | The War                                           | Stuart "Stu" Simmons   | Baradlay Viktor     |
| 1996 | Flipper                                  | Flipper                                           | Sandy Ricks            | Hamvas Dániel       |
| 1997 | Jégvihar                                 | The Ice Storm                                     | Mikey Carver           | Halasi Dániel       |
| 1998 | Deep Impact                              | Deep Impact                                       | Leo Biederman          | Markovics Tamás     |
| 1998 | Faculty – Az invázium                    | The Faculty                                       | Casey Connor           | Gerő Gábor          |
| 1999 | Tegnap után                              | The Bumblebee Flies Anyway                        | Barney Snow            | Molnár Levente      |
| 1999 | Fekete-fehér                             | Black and White                                   | Wren                   |                     |
| 2000 | Kötöznivaló bolondok                     | Chain of Fools                                    | Mikey                  | Simonyi Balázs      |
| 2001 | A Gyűrűk Ura: A Gyűrű Szövetsége         | The Lord of the Rings: The Fellowship of the Ring | Zsákos Frodó           | Csőre Gábor         |
| 2002 |                                          | Ash Wednesday                                     | Sean Sullivan          |                     |
| 2002 | Hüvelyk Matyi és Hüvelyk Panna kalandjai | The Adventures of Tom Thumb and Thumbelina        | Hüvelyk Matyi (hangja) |                     |
| 2002 | A tizenhetes csapdája                    | All I Want                                        | Jones Dillion          | Csőre Gábor         |
| 2002 | A Gyűrűk Ura: A két torony               | The Lord of the Rings: The Two Towers             | Zsákos Frodó           | Csőre Gábor         |
| 2003 | Kémkölykök 3-D – Game Over               | Spy Kids 3-D: Game Over                           | srác (cameo)           | Csőre Gábor         |
| 2003 | A Gyűrűk Ura: A király visszatér         | The Lord of the Rings: The Return of the King     | Zsákos Frodó           | Csőre Gábor         |
| 2004 | Egy makulátlan elme örök ragyogása       | Eternal Sunshine of the Spotless Mind             | Patrick Wertz          | Csőre Gábor         |
| 2005 | Sin City – A bűn városa                  | Sin City                                          | Kevin                  | nem szólal meg      |
| 2005 | Minden vilángol                          | Everything Is Illuminated                         | Jonathan Safran Foer   | Csőre Gábor         |
| 2005 | Huligánok                                | Green Street                                      | Matt Buckner           | Csőre Gábor         |
| 2006 | Bobby Kennedy – A végzetes nap           | Bobby                                             | William Avary          | Simonyi Balázs      |
| 2006 | Táncoló talpak                           | Happy Feet                                        | Topi (hangja)          | Harsányi Bence      |
| 2006 | Párizs, szeretlek!                       | Paris, je t'aime                                  | fiú                    | nem szólal meg      |
| 2007 | Nulladik nap                             | Day Zero                                          | Aaron Feller           |                     |
| 2008 | Oxfordi gyilkosok                        | The Oxford Murders                                | Martin                 |                     |
| 2009 | 9                                        | 9                                                 | 9 (hangja)             | Molnár Levente      |
| 2010 | Romantikus lelkek                        | The Romantics                                     | Chip Hayes             | Szabó Máté          |
| 2011 | Táncoló talpak 2.                        | Happy Feet Two                                    | Topi (hangja)          | Csőre Gábor         |
| 2012 | Celeste és Jesse mindörökre              | Celeste and Jesse Forever                         | Scott                  | Dévai Balázs        |
| 2012 | Celeste és Jesse mindörökre              | Celeste and Jesse Forever                         | Scott                  | Stern Dániel        |
| 2012 |                                          | Revenge for Jolly!                                | Thomas                 |                     |
| 2012 | Elmebeteg                                | Maniac                                            | Frank                  |                     |
| 2012 | A hobbit: Váratlan utazás                | The Hobbit: An Unexpected Journey                 | Zsákos Frodó           | Csőre Gábor         |
| 2013 | Eszement zaci                            | Pawn Shop Chronicles                              | Johnny Shaw            | Csőre Gábor         |
| 2013 | Hibátlan előadás                         | Grand Piano                                       | Tom Selznick           | Csőre Gábor         |
| 2014 | Tetves porontyok                         | Cooties                                           | Clint Hadson           | Csőre Gábor         |
| 2014 |                                          | Open Windows                                      | Nick Chambers          |                     |
| 2014 | Szél támad                               | The Wind Rises / Kaze tacsinu                     | Sone (angol hangja)    |                     |
| 2014 | Dylan Thomas Amerikában                  | Set Fire to the Stars                             | John Malcolm Brinnin   | Csőre Gábor         |
| 2015 | Az utolsó boszorkányvadász               | The Last Witch Hunter                             | 37. Dolan              | Csőre Gábor         |
| 2016 | Bizalom                                  | The Trust                                         | David Waters őrmester  | Csőre Gábor         |
| 2017 |                                          | I Don't Feel at Home in This World Anymore        | Tony                   |                     |
| 2019 | Gyere apához                             | Come to Daddy                                     | Norval Greenwood       | Molnár Levente      |
| 2021 |                                          | No Man of God                                     | Bill Hagmaier          |                     |
| 2023 | A toxikus Bosszúálló                     | The Toxic Avenger                                 | Fritz Garbinger        |                     |
| 2024 |                                          | Bookworm                                          | Strawn Wise            |                     |
| 2025 | A majom                                  | The Monkey                                        | Ted Hammerman          | Molnár Levente      |

Rövidfilmek
- The Witness (1993) – kisfiú
- Beyond All Boundaries (2009) – Wilfred Hanson tizedes / John C. Chapin százados (hangja)
- Full of Regret (2010) – Mouse
- Fight for Your Right: Revisited (2011) – Ad-Rock
- I Think Bad Thoughts (2011) – Mouse
- The Death and Return of Superman (2011) – Hank Henshaw / Cyborg Superman
- The Narrative of Victor Karloch (2012) – William Merriwether (hangja)
- Setup, Punch (2013) – Reuben Stein

### Televízió
| Év        | Magyar cím             | Eredeti cím                                                                 | Szerep                                   | Megjegyzések                                 |
| --------- | ---------------------- | --------------------------------------------------------------------------- | ---------------------------------------- | -------------------------------------------- |
| 1990      | Gyerek az éjszakában   | Child in the Night                                                          | Luke                                     | - tévéfilm - magyar hangja: - Szalay Csongor |
| 1992      |                        | Day-O                                                                       | Dayo                                     | tévéfilm                                     |
| 1994      | Frasier – A dumagép    | Frasier                                                                     | Ethan (hangja)                           | 1 epizód                                     |
| 1996      |                        | Adventures from the Book of Virtues                                         | Icarus (hangja)                          | 1 epizód                                     |
| 1996      | Gyilkos utcák          | Homicide: Life on the Street                                                | McPhee Broadman                          | 1 epizód                                     |
| 1997      | Twist Olivér           | Oliver Twist                                                                | Jack "Dörzsölt róka" Dawkins             | - tévéfilm - magyar hangja: - Simonyi Balázs |
| 2002      |                        | The Osbournes                                                               | önmaga                                   | 1 epizód                                     |
| 2002      |                        | Franklin                                                                    | Coyote (hangja)                          | 1 epizód                                     |
| 2003–2009 |                        | Saturday Night Live                                                         | önmaga (házigazda)                       | 2 epizód                                     |
| 2004      | Texas királyai         | King of the Hill                                                            | Jason (hangja)                           | 1 epizód                                     |
| 2005      |                        | I'm Still Here: Real Diaries of Young People Who Lived During the Holocaust | Klaus Langer / Dawid Rubinowicz (hangja) | dokumentumfilm                               |
| 2006      | Amerikai fater         | American Dad!                                                               | Ethan (hangja)                           | 1 epizód                                     |
| 2006      |                        | Freak Show                                                                  | Freak Mart Squirrel (hangja)             | 1 epizód                                     |
| 2006–2011 | Robotcsirke            | Robot Chicken                                                               | több szereplő hangja                     | 2 epizód                                     |
| 2007      |                        | Yo Gabba Gabba!                                                             | önmaga                                   | 1 epizód                                     |
| 2010      |                        | Glenn Martin, DDS                                                           | Chester Chislehurst (hangja)             | 1 epizód                                     |
| 2010      | Family Guy             | Family Guy                                                                  | önmaga (hangja)                          | 1 epizód                                     |
| 2011      | Halálosan komolytalan  | Funny or Die Presents                                                       | James                                    | 1 epizód                                     |
| 2011–2014 |                        | Wilfred                                                                     | Ryan Newman                              | főszereplő (49 epizód)                       |
| 2012      | A kincses sziget       | Treasure Island                                                             | Ben Gunn                                 | kétrészes tévéfilm                           |
| 2012      |                        | Red vs. Blue                                                                | Sigma (hangja)                           | 1 epizód                                     |
| 2012–2013 |                        | Tron: Uprising                                                              | Beck (hangja)                            | főszereplő (19 epizód)                       |
| 2014      |                        | Over the Garden Wall                                                        | Wirt (hangja)                            | 10 epizód                                    |
| 2016–2017 |                        | Dirk Gently's Holistic Detective Agency                                     | Todd Brotzman                            | főszereplő (18 epizód)                       |
| 2018–2020 | Bűbáj tábor            | Summer Camp Island                                                          | Saxophone a jeti (hangja)                | 5 epizód                                     |
| 2018–2020 | Star Wars: Ellenállás  | Star Wars Resistance                                                        | Jace Rucklin (hangja)                    | 10 epizód                                    |
| 2019      | Tömény történelem      | Drunk History                                                               | Percy Bysshe Shelley / John C. Raines    | 2 epizód                                     |
| 2020      |                        | Home Movie: The Princess Bride                                              | Humperdinck herceg                       | 1 epizód                                     |
| 2023      | Túlélőjátszma          | Yellowjackets                                                               | Walter                                   |                                              |
| 2023      | Szűz jegyben születtem | I'm a Virgo                                                                 | szorgalmas srác                          | 1 epizód                                     |
| 2023      | Az afterparti          | The Afterparty                                                              | "Yasper"                                 | 1 epizód                                     |

## Fordítás
- Ez a szócikk részben vagy egészben  az   Elijah Wood című angol Wikipédia-szócikk fordításán alapul.  Az eredeti cikk szerkesztőit annak laptörténete sorolja fel. Ez a jelzés csupán a megfogalmazás eredetét és a szerzői jogokat jelzi, nem szolgál a cikkben szereplő információk forrásmegjelöléseként.
- Ez a szócikk részben vagy egészben  az   Elijah Wood filmography című angol Wikipédia-szócikk fordításán alapul.  Az eredeti cikk szerkesztőit annak laptörténete sorolja fel. Ez a jelzés csupán a megfogalmazás eredetét és a szerzői jogokat jelzi, nem szolgál a cikkben szereplő információk forrásmegjelöléseként.